# Smart Woman
Smart Woman é um filme de drama americano de 1948 dirigido por Edward Blatt e estrelado por Brian Aherne, Constance Bennett e Barry Sullivan.

## Elenco
- Brian Aherne como Robert Larrimore
- Constance Bennett como Paula Rogers
- Barry Sullivan como Frank McCoy
- Michael O'Shea como Johnny Simons
- James Gleason como Sam Corkle
- Otto Kruger como Promotor Público Bradley Wayne
- Isobel Elsom como Sra. Rogers
- Richard Lyon como Rusty Rogers
- Selena Royle como Sra. Wayne
- Taylor Holmes como Dr. Jasper
- John Litel como Clark
- Nita Hunter como Patty Wayne